# Australian Crawl
Australian Crawl, também conhecida como OZ Crawl, foi uma das maiores bandas da Austrália na década de 1980. Formada em 1978 por James Reyne e Simon Binks, contava também com a participação de Guy McDonough, Bill McDonough, Paul Williams e Brad Robinson.

## História

### Início da banda
A banda Australian Crawl foi formada no final do ano de 1978, na região de Mount Eliza, subúrbio de Melbourne, quando James Reyne (líder vocal e piano) e Simon Binks (guitarra) resolvem acabar com a banda Spiff Rouch e formar a banda juntamente com o guitarrista Brad Robinson, o baixista Paul Willians e o baterista David Reyne, este irmão mais novo de James Reyne, logo substituído por Bill McDonough, ex-integrante do grupo Loose Trousers. A banda passou a fazer sucesso na região e atrair grande público em seus shows, onde despertou a atenção do produtor David Brings, ajudando a gravar o single Beautiful People/Man Crazy pela  EMI Records.

### Sucesso no primeiro disco
O single acaba tendo boa receptividade, ficando na 22a. posição nas paradas de sucesso em novembro de 1979. Diante disso a gravadora EMI resolve lançar no mercado o primeiro álbum da banda, The Boys Light Up, em abril de 1980.
Embalado pelos sucessos de Beautiful People e The Boys Light Up, este disco acaba atingindo a quarta posição nas paradas de sucesso e fica por mais de 104 semanas nas paradas de sucesso. O disco acabou vendendo mais de 280 mil cópias, recebendo assim 4 discos de platina.
Neste mesmo ano, em outubro de 1980, o vocalista e guitarrista Guy McDonough  (irmão caçula de Bill McDonough) entra para o grupo, participando assim na gravação do segundo álbum da banda.

### A continuidade com os álbunsSiroccoeSons of Beaches
O segundo álbum, intitulado de Sirocco, foi lançado no ano de 1981 e foi produzido por Peter Dawkins. Este disco atingiu a 1a. posição nas paradas de sucesso e possuia os sucessos Oh No, Not You Again e Errol, esta última música feita em homenagem ao ator autraliano Errol Flynn.
O próximo álbum a ser lançado foi Sons of Beaches e foi gravado no Havaí pelo produtor australiano Mike Chapman. Sons of Beaches foi um álbum onde a banda experimenta um som um pouco mais "rock 'n' roll" em suas músicas e possuia os sucessos Runaway Girls e Shutdown. O álbum foi lançado na Austrália em 1982 e também ficou com a 1a. posição nas paradas australianas. Este disco também foi lançado nos EUA pela EMI Records.

### Outras atividades
No período entre os anos de 1982 e 1983, o vocalista James Reyne acaba participando de outras atividades além da banda Australian Crawl. Primeiramente ele cantou com a banda The Party Boys. Em Setembro de 1983 Reyne participou da minissérie televisiva Return to Eden, juntamente com os atores Rebecca Gilling e Wendy Hughes. Também fez uma participação no filme sobre a vida da cantora norte-americana Tina Turner intitulado Tina.

### Semantics e Phalanx
Durante o ano de 1983 o baterista Bill McDonough acaba deixando a banda entrando no seu lugar Buzz Bidstrup, ex-baterista da banda Angels. Com ele foi gravado o EP Semantics ficando na 1a. posição nas paradas graças ao sucesso de Reckless (Don’t Be So...). Após o lançamento do disco, a banda troca novamente de baterista, entrando John Watson, ex-integrante da banda Kevin Borich Express.
Também em 1983 é lançado pela EMI o primeiro álbum ao vivo da banda Australian Crawl de nome Phalanx. Este disco foi lançado apenas para preencher um período em que a banda deixa de fazer gravações em estúdio e passa a realizar turnês. Com este álbum a banda atingiu a 4ª posição nas paradas de sucesso.

### O período de turnês
Após algum tempo a banda Australian Crawl acaba realizando a maior turnê fora das terras australianas, quando a banda inglesa Duran Duran os convidou para abrir seus shows na Inglaterra. Também no início de 1984, grupo assinou com a gravadora americana Geffen, lançando a coletânea com o mesmo nome do EP lançado anteriormente intitulado Semantics. Também nesse ano o grupo é forçado a realizar turnês pela gravadora Geffen, quando o guitarrista e vocalista Guy McDonough é internado em um hospital em Melbourne. McDonough morria em junho daquele mesmo ano devido a uma pneumonia viral. O guitarrista Mark Greig, ex-integrante do grupo Runners, entra na banda e assim o grupo cumpre alguns shows no final de 1984.

### O início do fim
Agora com o guitarrista Mark Greig, a banda a passa a gravar o seu novo disco Between a Rock and a Hard Place, com ajuda do produtor inglês Adam Kidrom. Para produzir o novo álbum da banda foram gastos 400 mil dólares, que foi lançado em 1985. O Between a Rock and a Hard Place era um disco mais diversificado, com vários estilos e diferente  da sonoridade dos outros discos da banda. Mas o novo disco acabou não agradando ao público e assim não repetiu o sucesso dos álbuns anteriores. Com uma dívida a pagar, a banda teve que entrar numa turnê durante quase todo o ano de 1985. Neste mesmo ano, o baixista Paul Williams sai da banda, sendo substituído por Harry Brus, ex-integrante de Kevin Borich Express.
Mas mesmo com a sua entrada, a banda Australian Crawl acaba se separando já nos primeiros meses do ano de 1986. O último show da banda foi realizado no dia 27 de janeiro de 1986, e deste show mais tarde resultou no novo álbum The Final Wave. Este álbum ao vivo foi lançado em outubro do mesmo ano pela gravadora Freestyle/RCA.

## Integrantes
- James Reyne - líder vocal e piano (1978-1986)
- Simon Binks - guitarra solo - (1978-1984)
- Guy McDonough (m. 1984) - guitarra e vocal - (1980-1984)
- Bill McDonough - bateria - (1978-1983)
- Paul Williams - baixo (1978-1985)
- Brad Robinson (m. 1996) - guitarra e teclado - (1978-1986)

- David Reyne - bateria (1978)
- John Watson - bateria (1983-1986)
- Mark Greig - guitarra (1984-1986)
- Buzz Bidstrup - bateria (1983-1983)
- Harry Brus - baixo (1985-1986)

## Discografia

### Álbuns
- The Boys Light Up (1980)
- Sirocco (1981)
- Sons of Beaches (1982)
- Semantics (1983)
- Between a Rock and a Hard Place (1985)
- Lost and Found (1996)

### Álbuns ao vivo
- Phalanx (1983)
- The Final Wave (1986)

### Álbuns (Coletânea)
- Crawl File (1984)